# Армия независимости Качина
Армия независимости Качина (англ. Kachin Independence Army, KIA) — военная организация, борющаяся за независимость Качина, одной из народностей Мьянмы. 
АНК была создана в 1961 году в ответ на репрессии и дискриминацию, с которыми столкнулись качинцы со стороны мьянманского правительства.
С тех пор АНК вела борьбу за независимость Качина, проводя вооруженные действия против мьянманской армии. В ходе конфликта были совершены многочисленные нарушения прав человека, включая насильственные действия, убийства и насильственные депортации. Кроме того, АНК принимала участие в мирных переговорах с мьянманским правительством, надеясь найти политическое решение конфликта. Однако до сих пор ситуация остается напряженной, и борьба за независимость Качина продолжается.
Армия независимости Качина имеет значительное влияние в северных областях Мьянмы и остается одной из основных сил в борьбе за права качинцев.